# Wallerius
Wallerius  är ett svenskt efternamn, som kan skrivas på olika sätt. Offentlig statistik tillgänglig i juli 2017 ger följande antal personer med stavningen
- Wallerius 84
- Vallerius 32
- Valerius 13

Totalt blir detta 129 personer. I äldre tider skrev kvinnliga medlemmar av släkten Wallerius sitt namn som Walleria. Valerius förekommer även som förnamn för män

## Personer med efternamnet Wallerius eller med varianter av detta namn
- Adolf Wallerius (1874–1937), präst och politiker, högerman
- Bertha Valerius (1824–1905), porträttmålare och porträttfotograf
- Daniel Larsson Wallerius (1630–1689), biskop i Göteborgs stift
- Erik Wallerius (1878–1967), kappseglare
- Göran Vallerius (1683–1753), bergsvetenskapsman
- Harald Vallerius (1646–1716), universitetslärare och musiker
- Iris Valerius (1905–1947), dansös
- Ivar Wallerius (1870–1933), präst och geolog
- Johan David Valerius (1776–1852), ämbetsman och skald
- Johan Gottschalk Wallerius (1709–1785), kemist och mineralog
- Johannes Vallerius (1677–1718), matematiker
- Magnus Giesko Wallerius (1710–1797). präst och politiker
- Nils Wallerius (1705–1764), filosof, teolog och fysiker
- Stina Wallerius (1912–1995), politiker, moderat, känd också som Stina Gunne.

## Släkten Wallerius
Denna släkt härstammar från Erik Larsson Wallerius (död 1602), som latiniserade sitt namn efter byn Dalby ("dal" heter på latin vallis) på Öland. Han var kyrkoherde i Högby på Öland och en av dem, som undertecknade Uppsala mötes beslut (1593). Wallerius son, Lars Wallerius, var riksdagsman och kontraktsprost och gift med en dotter till Johannes Petri Ungius.
De senares söner var Daniel Larsson Wallerius och Nils Larsson Wallerius (född 1633, kyrkoherde i Högsby, Småland, kontraktsprost, riksdagsman, död 1697), båda stundom kallade Wallerman. Den förre blev stamfader för Göteborgsgrenen, den senare för Smålands-Uppsalagrenen. Daniel Wallerius sonsons sonson Johan David ändrade sitt släktnamn till Valerius.
Harald samt hans båda söner Göran och Johannes Vallerius,  tillhörde en annan släkt med namn efter Vallerstads socken i Östergötland.